# Lothar Matthäus
Lothar Herbert Matthäus, (IPA: /'lota ma'te:us/) , född 21 mars 1961 i Erlangen, Västtyskland, är en före detta tysk/västtysk fotbollsspelare (mittfältare, libero) och tränare. Han är mest känd för att han var lagkapten i det västtyska landslag som 1990 blev världsmästare. Samma år blev han själv utsedd till världens bästa spelare.

## Biografi

### Karriären
Matthäus var under hela 1980- och 1990-talen en centralfigur och spelmotor i det västtyska (och senare det tyska fotbollslandslaget) samtidigt som han dirigerade sina klubblag FC Bayern München och FC Internazionale till nya segrar i serier och turneringar. 
Matthäus största framgång på landslagsnivå var när han som lagkapten i Västtyskland förde laget till VM-guld 1990 i Italien. Matthäus bidrog själv med 4 mål och ett i övrigt imponerande starkt spel som gav honom en självklar plats i VM:s världslag och Silverbollen som VM:s näst bäste spelare (efter Salvatore Schillaci). Vid säsongens slut erhöll han såväl Guldbollen, Ballon d'Or, (som Europas bäste spelare) och som förste spelare någonsin titeln "Världens bäste spelare" utsedd av Fifa.
Matthäus spelade ytterligare fyra VM-turneringar, vilket är delat rekord. Han har ensam rekordet för antalet VM-matcher (25). Han har det tyska rekordet för landskamper med sina 150 A-landskamper, vilket i ett drygt decennium var europeiskt rekord. Under senare år har Mathäus arbetat som tränare för flera olika klubblag och även som förbundskapten för ungerska landslaget, 2004-2005.
Matthäus hade under sin aktiva tid en del kontroverser med både lagledning och lagkamrater, vilket under en tid höll honom utanför landslaget.

### Privatliv
Matthäus var 2009-2010 gift med den 26 år yngre ukrainska fotomodellen Kristina Liliana i Las Vegas.

## Meriter
Tyskland (inklusive Västtyskland)
- EM i fotboll: 1980 (guld)
- VM i fotboll: 1982 (silver)
- EM i fotboll: 1984
- VM i fotboll: 1986 (silver)
- EM i fotboll: 1988 (brons)
- VM i fotboll: 1990 (guld)
- VM i fotboll: 1994
- VM i fotboll: 1998
- Fifa Confederations Cup: 1999
- EM i fotboll: 2000

### I klubblag
Bayern München
- Tysk mästare (7): 1985, 1986, 1987, 1994, 1997, 1999, 2000
- Tyska Cupen (3): 1986, 1998, 2000
- Ligacupen (3): 1997, 1998, 1999
- DFB Supercupen: 1987
- Uefacup-mästare: 1996

 Inter
- Italiensk mästare: 1989
- Uefacup-mästare: 1991

### Individuellt
- Årets spelare i Världen: 1990 (inofficiellt), 1991
- Ballon d'Or som Årets europeiska spelare: 1990
- Silverbollen som VM:s näst bästa spelare: 1990
- Årets tyska spelare (2): 1990, 1999
- Årets man i tysk fotboll: 1999
- Med i FIFA 100, en lista gjord av Pelé år 2004 över de då 125 bästa spelarna i världen.